# Elsässisches Fahnenlied

Flagge von 1918

Das Elsässische Fahnenlied wurde von Emil Woerth (1870–1926) aus Anlass der Proklamation der Verfassung des Landes Elsass-Lothringen am 31. Mai 1911 verfasst.

## Text
Sei gegrüsst, du unsres Landes Zeichen,

Elsassfahne, flatternd froh im Wind!

Deine Farben, lieblich ohne gleichen,

Leuchten stets, wo wir versammelt sind.
Refrain
Weiss und Rot:
Die Fahne seh’n wir schweben!
Bis zum Tod
Sind treu wir ihr ergeben!
Weiss und Rot:
Die Fahne seh’n wir schweben
Bis zum Tod
Ihr treu ergeben!
Echt und recht, wie unsre Väter waren,

Wollen wir in Tat und Worten sein;

Unsre Art, wir wollen sie bewahren

Auch in Zukunft makellos und rein.
Refrain
Und ob Glück, ob Leid das Zeitgetriebe

Jemals bringe unserm Elsassland:

Immer stehn in unentwegter Liebe,

Freudig wir zu ihm mit Herz und Hand.
Refrain
Lasst uns drum auf unsre Fahne schwören,

Brüder ihm vom Wasgau bis zum Rhein:

Niemals soll uns fremder Tand betören!

Treu dem Elsass wollen stets wir sein!
Refrain

## Quelle
Die Originalfassung des Liedes ist abgedruckt in dem Liederbuch Hoch und Allein. Gedichte und Lieder (Selbstverlag des Dichters, Mülhausen 1912).